# Танбридж-Уэллс (район)
Танбридж-Уэллс (англ. Tunbridge Wells) — неметрополитенский район (англ. non-metropolitan district) со статусом боро в графстве Кент (Англия). Административный центр — город Ройал-Танбридж-Уэлс.

## География
Район расположен в юго-западной части графства Кент, граничит с графством Восточный Суссекс.

## История
Район был образован 1 апреля 1974 года в результате объединения боро Роял-Танбридж-Уэллс, городского района (англ. Urban district) Саутборо (англ.) с сельскими районами (англ. Rural District) Кранбрук и большей частью Тонбридж.

## Состав
В состав района входят 3 города:
- Паддок-Вуд
- Ройал-Танбридж-Уэлс
- Саутборо

и 14 общин (англ. civil parish):
- Бененден
- Бидборо
- Бренчли
- Кейпел
- Кранбрук
- Фриттенден
- Гоудхерст
- Хокхерст
- Хорсмонден
- Ламберхерст
- Пембери
- Растхолл
- Сандхерст
- Спелдхерст